# Daphnientest

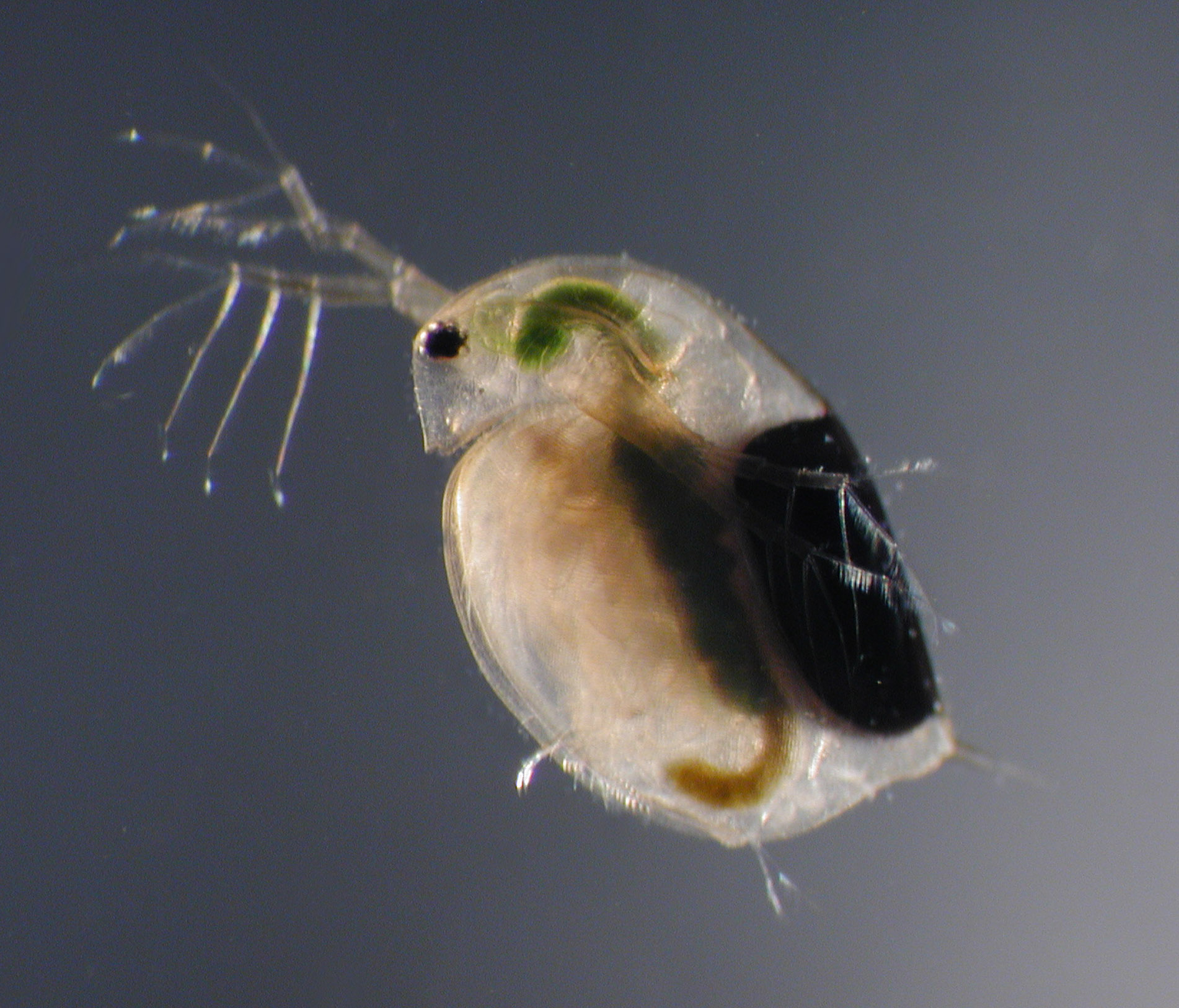
Die üblicherweise verwendete Daphnia magna

Als Daphnientest werden verschiedene Untersuchungen von Schadstoffen in Gewässern bzw. wässrigen Medien bezeichnet. Die zu den Kleinkrebsen gehörenden Tiere reagieren zum einen recht empfindlich auf Schadstoffe, da sie permanent große Mengen Wasser filtrieren, zum anderen haben sie eine hohe Bedeutung im Nahrungsnetz. Die schnelle Reaktion, einfache Haltung und kurze Generationsdauer haben Daphnien zu einem beliebten Modellorganismus für Toxizitätstests gemacht.

## Bewegungsunfähigkeit
Den Tod der Daphnien zu ermitteln ist kompliziert und zeitaufwändig. Daher geht man davon aus, dass unbewegliche Versuchstiere tot sind. Die Immobilisierung der Daphnien ist also kein vorübergehendes Problem der Tiere, sondern zumeist der Beleg für ihr Ableben. Als bewegungsunfähig gelten Daphnien, wenn sie nach einer leichten Erschütterung des Testbehälters nicht innerhalb von 15 Sekunden anfangen zu schwimmen.

## Ermittlung toxikologischer Endpunkte
Daphnien werden für eine Vielzahl von Tests angewandt, mit denen verschiedene Toxikologische Endpunkte ermittelt werden können. Als Beispiel sei der EC50 als ein Bewertungsmaßstab zur Toxizität von Stoffen genannt. Der EC50 bezieht sich stets auf einen Versuchsorganismus und gibt die Konzentration (Effect Concentration) des Giftes an, in der die biologischen Fähigkeiten des Organismus auf die Hälfte reduziert sind (Wachstum, Größe etc.).
Die genauen Handlungsschritte zur Ermittlung dieser Werte werden in Europa durch Normen (EN) vorgeschrieben.
Die DIN EN ISO 6341-L40 aus dem Jahre 1996 beschreibt die Ermittlung des 24h-EC50. (L40 Bestimmung der Hemmung der Beweglichkeit von Daphnia magna Straus (Cladocera, Crustacea) Akuter Toxizitätstest)

## Dynamischer Daphnientest
Hierbei handelt es sich um ein Biologisches Frühwarnsystem, welches 1978 von J. Knie entwickelt wurde, daher wird es auch Daphnientest nach Knie genannt. 
Dieser Test dient dem Gewässermonitoring und zeigt die direkte Wirkung von Stoffen und Stoffgemischen an und ist seit 1982 im Einsatz. Daphnien werden in einem Gefäß mit dem zu untersuchenden Wasser durch Photozellen vollautomatisch auf ihre Bewegungsaktivität untersucht. Sinkt die Bewegungsaktivität der Daphnien unter einen Schwellenwert, wird ein Alarm ausgelöst. Danach folgen eine Probenahme und ggf. weitere Untersuchungs- und Analyseschritte. Da es äußerst schwierig ist, die biologische Wirkung eines Stoffes durch eine chemische Analyse zu ermitteln und der Aufwand zur Überwachung aller möglichen Schadstoffe unmöglich ist, sind biologische Testverfahren in der Gewässerüberwachung unverzichtbar.
Der „Vorgänger“ des dynamischen Daphnientests war der Kerren-Strömungsfischtest (1971), in welchem Goldorfen gegen eine in periodischen Abständen erzeugte Strömung schwimmen müssen. Dieser ist aus Gründen des Tierschutzes in Deutschland nicht mehr zugelassen.